# Bunuri mobile din domeniul știință și tehnică clasate în patrimoniul cultural național al României aflate în județul Ialomița
Acestă listă conține bunurile mobile din domeniul știință și tehnică clasate în Patrimoniul cultural național al României aflate la momentul clasării în județul Ialomița.

## Tezaur
| Foto | Informații generale | Detalii tehnice | Descriere | Deținător                                                 | Legături |
| ---- | ------------------- | --- | --- | --------------------------------------------------------- | -------- |
|      | Locomotivă cu aburi | Datare: Pusă în funcțiune în 1921 Școală: Uzinele Skoda din Pilsen Descoperit: jud. Ialomița, Fetești, Stația C.F.R. | Locomotivă cu abur cu tender, cu trei osii cuplare, din care osia doi este motoare. Cazanul locomotivei posedă supape de siguranță tip Rhens-Botton. Pe partea stângă a cazanului se află amplasată pompa de aer tip C.K.D. Sub traversa frontală se află o osie alergătoare care-i permite înscrierea în curbe cu raza sub 150 mm. La locomotivă se află cuplat un tender amplasat pe trei osii libere, care la capetele fusurilor de osie au cutii de unsoare inventate de ing. român Gh. Cosmovici și care îi poartă numele. | Compania Națională de Căi Ferate „C.F.R.” S.A., București | Cimec    |
|      | Locomotivă cu aburi | Școală: Uzinele și Domeniile Regale din Reșița Descoperit: jud. Ialomița, Ciulnița, Remiza C.F.R.                    | Locomotivă cu abur cu toate cele cinci osii motoare, folosită cu bune rezultate la C.F.R., începând cu remorcarea trenurilor de călători și marfă și terminând cu serviciul de manevră în triaje. | Compania Națională de Căi Ferate „C.F.R.” S.A., București | Cimec    |